# Linia kolejowa Halle Klaustor – Hettstedt
Linia kolejowa Halle Klaustor – Hettstedt – dawna niezelektryfikowana linia kolejowa w kraju związkowym Saksonia-Anhalt, w Niemczech. Łączyła stację Halle (Saale) Klaustor z Hettstedt. 